# Ulica Bernardyńska w Lublinie
Ulica Bernardyńska w Lublinie – jedna z głównych ulic w Śródmieściu Lublina. Jej nazwa pochodzi od klasztoru Bernardynów znajdującego się w tamtym miejscu od końca XV wieku. 

## Historia
Ulicę wytyczono na początku XIX wieku, gdzie wcześniej znajdowała się droga prowadząca na Żmigród. W 1904 droga została poszerzona poprzez wyburzenie części zabudowań bernardynek. Ostatecznie jej przebieg został uregulowany na początku XX wieku. Od 1906 w budynku pod nrem 14 działa Szkoła Handlowa Vetterów, dawniej jedna z najbardziej prestiżowych placówek edukacyjnych w Lublinie. W latach 1951–1990 ulica nosiła nazwę Jarosława Dąbrowskiego. Po upadku Polskiej Rzeczypospolitej Ludowej przywrócono jej poprzednią nazwę.
17/18 stycznia 2025 katastrofie budowlanej uległa kamienica nr 10, co wymusiło całkowite zamknięcie ulicy do czasu jej rozbiórki.

## Przebieg
Ulica przebiega z północnego zachodu na południowy wschód. W całości znajduje się w dzielnicy Śródmieście. Posiada po jednym pasie ruchu w każdą stronę. Ulica ma kilkunastoprocentowy spadek w kierunku południowym. Rozpoczyna się od ul. Koziej jako kontynuacja ul. Gilasa przy pałacu Parysów. Dalej wpada do niej plac Wolności, a nawierzchnia jest już bitumiczna, za 230 m odchodzi od niej z lewej strony uliczka Żmigród, a za kolejne 60 m uliczka Miedziana. Następnie ulica wpada do ul. Zamojskiej, wcześniej krzyżując się także z ul. Wyszyńskiego. Jadący Bernardyńską muszą ustąpić pierwszeństwa tym, którzy poruszają się Wyszyńskiego.

## Zabytki i otoczenie
Przy ulicy znajduje się zwarta zabudowa miejska. Z racji położenia w centrum znajduje się przy niej wiele zabytkowych obiektów.
Najważniejsze zabytki:
- Pałac Parysów
- Kościół Nawrócenia św. Pawła Apostoła (berdnardynów)
- Kościół św. Piotra Apostoła (jezuitów)
- Pałac Sobieskich, b. siedziba KC PPR[4], później Politechnika Lubelska
- Fabryka wyrobów miedzianych Alberta Plagego
- Szkoła Vetterów

## Komunikacja miejska
Ulicą kursuje wiele autobusów i trolejbus na całej długości komunikacji miejskiej. Jednak nad ulicą nie zawieszono trakcji dla trolejbusów. 